# جامعة الأقصى
بدأت جامعة الأقصى سنة 1955 م كمعهد للمعلمين تحت إدارة الحكومة المصرية، وكان الهدف آنذاك هو إعداد المعلمين وتأهيلهم. وفي عام 1991 م تطور المعهد إلى كلية عرفت بكلية التربية الحكومية، ومنذ ذلك الحين أخذت الكلية تتنامى شيئاً فشيئاً في خططها التعليمية، وأقسامها العلمية، وأساتذتها، وطلابها، وخرجت كثيراً من المدرسين والباحثين ذوى الكفاءة العلمية والتربوية العالية من حملة البكالوريوس والليسانس والدكتوراة عبر برنامج الدراسات العليا المشترك مع جامعة عين شمس ومع بداية العام الجامعي 2000/2001 م تحولت الكلية إلى جامعة الأقصى.

## تأسيس الجامعة
بقرار رئاسي في 21 سبتمبر 2001 م تم اعتماد جامعة الأقصى كمؤسسة تعليم عالي فلسطينية حكومية في محافظات غزة في فلسطين، تطوراً عن كلية التربية الحكومية التي أنشئت في العام 1991 م، كامتداد طبيعي لمعهد دار المعلمين والمعلمات الذي تأسس في العام 1955 م.
والجامعة مؤسسة مستقلة علمياً وأكاديمياً، وفقاً لكل من قانون التعليم العالي رقم 11 لعام 1998 م، والأنظمة الصادرة بمقتضاه عن وزارة التربية والتعليم العالي.
تهدف الجامعة إلى نشر المعرفة، وتعميق جذورها، وخدمة المجتمع الفلسطيني وتطويره خاصة، والمجتمع العربي والإنساني عامة، في إطار فلسفة تستند إلى المفاهيم الوطنية وتراث الحضارة العربية والإسلامية، وتسعى لتحقيق هذا الهدف من خلال:

### رؤية الجامعة
تسعى جامعة الأقصى أن تكون متميزة بين الجامعات الفلسطينية، والإقليمية في مجالات التعليم الجامعي، والبحث العلمي، وخدمة المجتمع المبنية على ثقافة الجودة الشاملة.

### رسالة الجامعة
جامعة الأقصى هي مؤسسة تعليم عالٍ حكومية فلسطينية تهدف إلى إعداد إنسان مزود بالمعرفة، والمهارات، والقيم، ولديه القدرة على التعلم المستمر وتوظيف تكنولوجيا المعلومات من خلال برامج بناء القدرات، والتعليم الجامعي، والبحث العلمي، وتنمية وخدمة المجتمع. تلتزم جامعة الأقصى خلال تحقيقها لرؤيتها بالثقافة العربية، والإسلامية، ومبادئ حقوق الإنسان التي تشمل المسئولية، والالتزام بحكم القانون، والشفافية، والاحترام، والتسامح، والعدالة، والمساواة، والتمكين، والمشاركة لأصحاب المصلحة.

### الأهداف الاستراتيجية للجامعة
- تعزيز التطوير المؤسسي لجامعة الأقصى من خلال تحسين كفاءة الدعم المساند للعملية التعليمية التعلمية والبحث العلمي وخدمة المجتمع.
- تحسين جودة البرامج الأكاديمية في الجامعة من خلال توفير بيئة تعليمية تعلمية فاعلة.
- المساهمة في تحسين المعرفة والفهم كأساس لدعم اتخاذ القرارات وصنع السياسات حول قضايا جامعة الأقصى والمجتمع الفلسطيني من خلال التشبيك مع المؤسسات والمراكز التعليمية والبحثية ومؤسسات المجتمع المدني على المستوى المحلى والإقليمى والعالمي.
- المساهمة في عملية التنمية المستدامة للمجتمع الفلسطيني من خلال تقديم الخدمات التعليمية والتدريبية والبحثية والاستشارية والعمل التطوعي وذلك بالشراكة مع المؤسسات الرسمية ومؤسسات المجتمع المدني والقطاع الخاص.
- تطوير نظام تعليمي مهني متوسط يرتكز على التميز والإتقان ويلبى احتياجات المجتمع التنموية.

## شخصيات ساهمت في بناء الجامعة
من الشخصيات الأكاديمية التي ساهمت في بناء الصرح الأكاديمي وتأسيس الجامعة كمنارة للعلم الدكتور يوسف أبو دية والأستاذ الدكتور علي أبو زهري والمستشار جرير القدوة ورجل الأعمال حماد الحرازين.
بعد ذلك تم تكليف الأستاذ الدكتور علي أبو زهري بترأس الجامعة حيث عمل على النهوض بالجامعة وإقامة علاقات شراكة علمية وبحثية مع جامعات برشلونة بإسبانيا وفرنسا 8 وجامعات بلجيكية وجامعات ماليزية كالجامعة الإسلامية وبيوترا وجامعات القاهرة وعين شمس والسويس والمنوفية-وجامعات مغربية- أما عن المشاريع العمرانية فقد تم إقامة مشاريع فاقت أل (15) مليون دولار بالإضافة الي تطوير محاور الجامعة المختلفة (الشئون الأكاديمية والشئون الادارية والعلاقات العامة والمختبرات وتكنولوجيا المعلومات بمشاركة نواب وعمداء الكليات والعمادات الادارية وأهمها عمادة التخطيط والتطوير والتي فاقت أل (8) مليون دولار حيث تم إنشاء المبني الإداري في حرم الجامعة بغزة والمبني الإسباني في غزة ومبني كليه الطب والمكتبة المركزية في حرم الجامعة بخان يونس وإنشاء مبني الوحدة في حرم الجامعة بغزة- وتم الشروع ببناء أكبر مركز مؤتمرات في القطاع في حرم الجامعة بخان يونس.

## كليات الجامعة
تضم الجامعة ثماني كليات هي :
- كلية العلوم التطبيقية وتضم أقسام الأحياء، الرياضيات، الفيزياء، الكيمياء، الحاسوب.
- كلية الآداب والعلوم الإنسانية وتضم أقسام الإرشاد والتربية الخاص، اللغة العربية، الدراسات الإسلامية، اللغة الإنجليزية، الجغرافيا، علم الاجتماع، علوم المكتبات، التاريخ، اللغة الفرنسية.
- كلية التربية وتضم أقسام الإشراف التربوي، أصول التربية، علم النفس، أساليب التدريس، تعليم المرحلة الأساسية، التكنولوجيا والعلوم التطبيقية، علم النفس.
- كلية الإعلام وتضم أقسام الإعلام والعلاقات العامة، الصحافة، الإذاعة والتلفزيون.
- كلية الفنون الجميلة وتضم أقسام التربية الفنية، التصوير، الديكور.
- كلية التربية الرياضية والبدنية وتضم أقسام الرياضة المدرسية، التدريب الرياضي، الإدارة الرياضية.
- كلية العلوم الإدارية والمصرفية وتضم أقسام إدارة الأعمال، المحاسبة، نظم المعلومات الإدارية، العلوم المالية والمصرفية.
- كلية العلوم الطبية وتضم العلوم الطبية المخبرية.
- كلية مجتمع الأقصى للدرسات المتوسطة.